# الدوري الإنجليزي لكرة القدم 2001–02
الدوري الإنجليزي لكرة القدم 2001–02 (بالإنجليزية: 2001–02 Football League)‏ هو موسم من دوري كرة القدم الإنجليزي. فاز فيه مانشستر سيتي.